# Панов, Борис Семёнович
Бори́с Семёнович Пано́в (укр. Борис Семенович Панов; 10 сентября 1928, Иловайск, Донецкая область — 18 января 2012, Донецк) — советский и украинский геолог, доктор геолого-минералогических наук (1975). Лауреат Государственной премии УССР в области науки и техники (1983) за цикл работ «Теоретическая и региональная минералогия», Заслуженный деятель науки и техники Украины (1996), почетный профессор-доктор наук Цзилинского университета (КНР), академик АН высшей школы Украины (с 1993).
Был избран Международным Биографическим Центром (Кембридж, Англия) Всемирным Человеком Года (1992—1993). Являлся членом редакционной коллегии Малой горной энциклопедии.

## Биография
После окончания школы № 1 г. Сталино с золотой медалью, Борис Семёнович с первым послевоенным набором в 1946 году поступил на геолого-разведочный факультет ДИИ. Выйдя на защиту дипломной работы мечтал работать в горах Памира, однако декан факультета Никольский уговорил отличника остаться в институте и продолжать научно-исследовательскую работу в области рудной геологии.
1956 г. Борис Семенович защитил кандидатскую диссертация по теме «Геологическое строение и рудоносность Чегарникского купола Никитовского ртутного месторождения» в Ленинградском горном институте. С 1958 г. занимал должность доцента кафедры геологии, с 1965 — доцента кафедры разведки месторождений полезных ископаемых (ныне кафедра Полезных ископаемых и экологической геологии) Грозненского нефтяного института.
В 60-е годы Борис Семенович был в числе тех советских ученых, которых отправляли за границу для преподавания студентам. Так, в 1967—1968 гг. он учил студентов-геологов в Конакрйском политехническом институте в Гвинее, некоторое время даже занимал должность декана горно-геологического факультета этого института.
Вернувшись на родину, воплощал идею об обобщении данных по Никитовском ртутном месторождении, полиметаллическим рудам и золотым рудам Нагольного кряжа, месторождениям флюорита и рудоуправления юга Донбасса, Приазовья и прилегающих районов. Как результат, в 1975 году успешно была защищена докторская диссертация «Минерагения активизированной области Донбасса и его обрамления» в Киевском государственном университете. В 1976—1977 гг. ему присвоена степень доктора геолого-минералогических наук и звание профессора.
В том же, 1977, году начался новый этап деятельности ученого: он был избран заведующим кафедрой «Разведка месторождений полезных ископаемых», которую он возглавлял 28 лет до 1 сентября 2005 года. За это время участвовал в ряде зарубежных командировок и стажировок: в Институте прикладной минералогии Монреальского университета (Канада, 1977—1978 гг.), стажировка в Чанчуньском геологическом институте (КНР, 1985—1986 гг.), Национальный инженерный университет г. Лима (Перу, 1989 г.), Чехия, Австралия, США и др.

## Научные труды
Борис Семёнович является признанным специалистом в изучении минералогии и минерагении Донецкого бассейна. Он являлся основным соавтором монографии «Минералогия Донецкого бассейна» в двух частях, в которой впервые обобщены результаты более чем 250-летнего исследования бассейна.
Именно он в 80-х годах обнаружил скрытый металогеничный и нефтегазоносный пояс Евразии глобальной протяжённости, который приурочен к линеаменту Карпинского. Эта идея позже была подтверждена фактическими материалами геолого-геофизических, минералого-геохимических, структурно-тектонических исследований.
Под руководством Бориса Семеновича успешно разрабатывались и успешно вводились в практику новые способы геолого-геофизических исследований для решения задач поисковой, разведочной и инженерной геологии. Он является соавтором 4 изобретений и 2 патентов Украины и России.
За 50 лет активной творческой деятельности Борис Семенович опубликовал 552 научные работы, из них 10 монографий, 6 учебных пособий, в том числе и в зарубежных издательствах. Среди его учеников 6 докторов и 14 кандидатов геологических наук.
Являлся членом редакционной коллегии Малой горной энциклопедии.

## Награды
- 1983 ─ лауреат Государственной премии УССР в области науки и техники.
- 1991 г. стал почетным разведчиком недр СССР.
- 1992 ─ избран Международным Биографическим Центром (Кембридж, Англия) Всемирным Человеком Года 1992—1993.
- 1993 г. избран академиком Академии наук Высшей школы Украины.
- 1996 г. получил награду Ярослава Мудрого.
- 1996 г. Президентом Украины присвоено звание Заслуженного деятеля науки и техники Украины.
- 1999 г. награждён Международным почетным дипломом Американского Биографического Института.
- 2002 г. избран почетным академиком Международной академии наук экологии и безопасности жизнедеятельности.
- 2003 г. признан одним из 200 выдающихся интеллектуалов XX века.[2]